# Simon Stadler
Simon Stadler (Heidelberg, 20 juli 1983) is een Duitse tennisspeler. Hij heeft één ATP-toernooi gewonnen in het dubbelspel. Hij deed al mee aan grandslamtoernooien. Hij heeft zeventien challengers in het dubbelspel op zijn naam staan.

## Palmares dubbelspel
| Nr.                              | Datum            | Toernooi         | Ondergrond | Partner            | Tegenstanders in finale                      | Score              | Details |
| -------------------------------- | ---------------- | ---------------- | ---------- | ------------------ | -------------------------------------------- | ------------------ | ------- |
| Gewonnen finales herendubbel     |                  |                  |            |                    |                                              |                    |         |
| 1.                               | 14 juli 2013     | ATP Båstad       | Gravel     | Nicholas Monroe    | Carlos Berlocq Albert Ramos                  | 6-2, 3-6, [10-3]   | Details |
| Verloren finales herendubbel     |                  |                  |            |                    |                                              |                    |         |
| 1.                               | 24 februari 2013 | ATP Buenos Aires | Gravel     | Nicholas Monroe    | Simone Bolelli Fabio Fognini                 | 3-6, 2-6           | Details |
| 2.                               | 28 juli 2013     | ATP Umag         | Gravel     | Nicholas Monroe    | Martin Kližan David Marrero                  | 1-6, 7-5, [7-10]   | Details |
| Gewonnen challengers herendubbel |                  |                  |            |                    |                                              |                    |         |
| 1.                               | 1 augustus 2005  | Saransk          | Gravel     | Flavio Cipolla     | Konstantin Kravtsjoek Aleksandr Koedrjavtsev | 7-62, 4-6, 7-63    |         |
| 2.                               | 3 september 2007 | Donetsk          | Hardcourt  | Philipp Petzschner | Konstantin Kravtsjoek Nicholas Monroe        | 3-6, 7-5, [10-6]   |         |
| 3.                               | 30 maart 2009    | St. Brieuc       | Gravel (I) | David Martin       | Peter Luczak Joseph Sirianni                 | 6-3, 6-2           |         |
| 4.                               | 19 oktober 2009  | Calabasas        | Hardcourt  | Santiago González  | Treat Huey Harsh Mankad                      | 6-2, 5-7, [10-4]   |         |
| 5.                               | 26 april 2010    | Rodos            | Hardcourt  | Dustin Brown       | Jonathan Marray Jamie Murray                 | 7-64, 64-7, [10-7] |         |
| 6.                               | 21 februari 2011 | Wolfsburg        | Tapijt (I) | Matthias Bachinger | Dominik Meffert Frederik Nielsen             | 3-6, 7-63, [10-7]  |         |
| 7.                               | 7 maart 2011     | Kioto            | Tapijt (I) | Dominik Meffert    | Andre Begemann James Lemke                   | 7-5, 2-6, [10-7]   |         |
| 8.                               | 18 april 2011    | Napels           | Gravel     | Travis Rettenmaier | Travis Parrott Andreas Siljeström            | 6-4, 6-4           |         |
| 9.                               | 19 oktober 2011  | İzmir            | Hardcourt  | Travis Rettenmaier | Flavio Cipolla Thomas Fabbiano               | 6-0, 6-2           |         |
| 10.                              | 2 april 2012     | San Luis Potosí  | Gravel     | Nicholas Monroe    | Andre Begemann Jordan Kerr                   | 3-6, 7-5, [10-7]   |         |
| 11.                              | 25 juni 2012     | Milaan           | Gravel     | Nicholas Monroe    | Andrej Goloebev Yuri Schukin                 | 6-4, 3-6, [11-9]   |         |
| 12.                              | 16 juli 2012     | Poznań           | Gravel     | Rameez Junaid      | Adam Hubble Nima Roshan                      | 6-3, 6-4           |         |
| 13.                              | 4 september 2012 | Alphen a/d Rijn  | Gravel     | Rameez Junaid      | Simon Greul Bastian Knittel                  | 4-6, 6-1, [10-5]   |         |
| 14.                              | 29 oktober 2012  | Medellín         | Gravel     | Nicholas Monroe    | Renzo Olivo Marco Trungelliti                | 6-4, 6-4           |         |
| 15.                              | 3 juni 2013      | Prostějov        | Gravel     | Nicholas Monroe    | Mateusz Kowalczyk Lukáš Rosol                | 6-4, 6-4           |         |
| 16.                              | 5 augustus 2013  | San Marino       | Gravel     | Nicholas Monroe    | Daniele Bracciali Florin Mergea              | 6-4, 6-4           |         |
| 17.                              | 19 juni 2016     | Blois            | Gravel     | Alexander Satschko | Gong Mao-Xin Yasutaka Uchiyama               | 6-3, 7-62          |         |

## Prestatietabellen
| Legenda | Legenda                          |
| ------- | -------------------------------- |
| g.t.    | geen toernooi gehouden           |
| l.c.    | lagere categorie                 |
| –       | niet deelgenomen                 |
| G       | uitgeschakeld in de groepsfase   |
| 1R      | uitgeschakeld in de eerste ronde |
| 2R      | uitgeschakeld in de tweede ronde |
| 3R      | uitgeschakeld in de derde ronde  |
| 4R      | uitgeschakeld in de vierde ronde |
| KF      | uitgeschakeld in de kwartfinale  |
| HF      | uitgeschakeld in de halve finale |
| F       | de finale verloren               |
| W       | het toernooi gewonnen            |
| w-v     | winst/verlies-balans             |

### Prestatietabel (Grand Slam) enkelspel
| Grandslamtoernooien   |      |     |      |        |
| Australian Open       | –    | –   | 1R   | 0-1    |
| Roland Garros         | –    | –   | –    | 0-0    |
| Wimbledon             | 1R   | 3R  | –    | 2–2    |
| US Open               | –    | –   | –    | 0-0    |
| Winst-verlies         | 0–1  | 2-1 | 0-1  | 2-3    |
| ATP World Tour Finals |      |     |      |        |
| ATP World Tour Finals | –    | –   | –    | 0-0    |
| Olympische Spelen     |      |     |      |        |
| Olympische Spelen     | g.t. | –   | g.t. | 0-0    |
| Statistieken          |      |     |      |        |
| Totaal aantal titels  | 0    | 0   | 0    | 0      |
| Totaal winst-verlies  | 0-1  | 4-4 | 0-1  | 6-10   |
| Eindejaarsranking     | 248  | 147 | 335  | n.v.t. |

### Prestatietabel (Grand Slam) dubbelspel
| Grandslamtoernooien   |      |      |        |
| Australian Open       | 1R   | 2R   | 1-2    |
| Roland Garros         | –    | 2R   | 1-1    |
| Wimbledon             | 2R   | 1R   | 1-2    |
| US Open               | 1R   | –    | 0-1    |
| Winst-verlies         | 1-3  | 2-3  | 3-6    |
| ATP World Tour Finals |      |      |        |
| ATP World Tour Finals | –    | –    | 0-0    |
| Olympische Spelen     |      |      |        |
| Olympische Spelen     | g.t. | g.t. | 0-0    |
| Statistieken          |      |      |        |
| Totaal aantal titels  | 1    | 0    | 1      |
| Eindejaarsranking     | 61   | 271  | n.v.t. |